# Малахатько, Вадим Владимирович
Вадим Владимирович Малахатько (22 марта 1977, Киев — 5 июня 2023, Киев) — украинско-бельгийский шахматист, гроссмейстер (1999), шахматный тренер. Окончил Киевский институт физкультуры.
В составе сборной Украины участник 40-й Олимпиады (2000) в Стамбуле, где команда заняла 3-е место; 5-го командного чемпионата Европы (2001) в Ереване — 1-е командное и 13-го командного чемпионата Европы (2001) в Леоне.
С 2021 года занялся организацией шахматных и квалификационных турниров в Киеве и работал шахматным тренером.
Был женат на шахматистке Анне Зозуле (род. 1980). Дочь Анна (род. 2002), сын Владимир (род. 2012).
Скоропостижно скончался 5 июня 2023 года на 47-м году жизни от сердечного приступа. Похоронен в Киеве.
Согласно профилю на сайте ФИДЕ, на момент смерти В. В. Малахатько имел рейтинг 2442 пункта, занимал 6-ю позицию в рейтинг-листе активных бельгийских шахматистов и 7-е место среди всех шахматистов Бельгии.

## Изменения рейтинга
| Графики недоступны из-за технических проблем. См. информацию на Фабрикаторе и на mediawiki.org. |